# Gabriel Gonzaga
Gabriel Gonzaga-Nogueira,
né le 18 mai 1979, est un pratiquant brésilien de MMA. Il combat dans la catégorie des poids lourds de l'Ultimate Fighting Championship où on le surnomme « Napão », signifiant « gros nez » en portugais. Bien qu'il soit issu du jiu-jitsu brésilien, il possède un style assez brutal.
Premier adversaire du très en vue Mirko Filipović pour son arrivée à l'UFC en avril 2007, il fait tomber le combattant croate avec un coup de pied à la tête pour remporter la victoire par KO. En août de la même année, il est programmé face à Randy Couture mais ne réalise pas un nouvel exploit.
La carrière de Gabriel Gonzaga à l'UFC se termine d'abord le 28 octobre 2010 après avoir perdu deux combats consécutifs, mais il y effectue son retour en 2012 avec une victoire sur Ednaldo Oliveira.

## Palmarès en MMA
| 28 combats     | 17 victoires | 11 défaites |
| Par KO         | 7            | 9           |
| Par soumission | 9            | 0           |
| Sur décision   | 1            | 2           |

| Résultat | Record | Adversaire         | Méthode                                 | Événement                                               | Date             | Round | Temps | Lieu                                | Notes                                                         |
| -------- | ------ | ------------------ | --------------------------------------- | ------------------------------------------------------- | ---------------- | ----- | ----- | ----------------------------------- | ------------------------------------------------------------- |
| Défaite  | 17-11  | Derrick Lewis      | KO (coups de poing)                     | UFC Fight Night: Rothwell vs. dos Santos                | 11 avril 2016    | 1     | 4:48  | Zagreb, Croatie                     |                                                               |
| Victoire | 17-10  | Konstantin Erokhin | Décision unanime                        | The Ultimate Fighter 22 Finale                          | 11 décembre 2015 | 3     | 5:00  | Las Vegas, Nevada, États-Unis       |                                                               |
| Défaite  | 16-10  | Mirko Filipović    | TKO (coudes et poings)                  | UFC Fight Night: Gonzaga vs. Cro Cop II                 | 11 avril 2015    | 3     | 3:30  | Cracovie, Pologne                   | Combat de la soirée                                           |
| Défaite  | 16-9   | Matt Mitrione      | TKO (coups de poing)                    | UFC on Fox: dos Santos vs. Miocic                       | 13 décembre 2014 | 1     | 1:59  | Phoenix, Arizona, États-Unis        |                                                               |
| Défaite  | 16-8   | Stipe Miocic       | Décision unanime                        | UFC on Fox : Henderson vs. Thomson                      | 25 janvier 2014  | 3     | 5:00  | Chicago, Illinois, États-Unis       |                                                               |
| Victoire | 16-7   | Shawn Jordan       | KO (coups de poing)                     | UFC 166: Velasquez vs. Dos Santos 3                     | 19 octobre 2013  | 1     | 1:33  | Houston, Texas, États-Unis          |                                                               |
| Victoire | 15-7   | Dave Herman        | KO (coups de poing)                     | UFC 162: Silva vs. Weidman                              | 6 juillet 2013   | 1     | 0:17  | Las Vegas, Nevada, États-Unis       |                                                               |
| Défaite  | 14-7   | Travis Browne      | KO (coups de coude)                     | The Ultimate Fighter: Team Jones vs. Team Sonnen Finale | 13 avril 2013    | 1     | 1:11  | Las Vegas, Nevada, États-Unis       |                                                               |
| Victoire | 14-6   | Ben Rothwell       | Soumission (étranglement en guillotine) | UFC on FX: Belfort vs. Bisping                          | 19 janvier 2013  | 2     | 1:01  | São Paulo, Brésil                   |                                                               |
| Victoire | 13-6   | Ednaldo Oliveira   | Soumission (étranglement arrière)       | UFC 142: Aldo vs. Mendes                                | 14 janvier 2012  | 1     | 3:22  | Rio de Janeiro, Brésil              |                                                               |
| Victoire | 12-6   | Parker Porter      | Soumission (étranglement bras/tête)     | Reality Fighting: Gonzaga vs. Porter                    | 8 octobre 2011   | 3     | 1:50  | Uncasville, Connecticut, États-Unis | Remporte le titre des poids lourd du Reality Fighting.        |
| Défaite  | 11-6   | Brendan Schaub     | Décision unanime                        | UFC 121: Lesnar vs. Velasquez                           | 23 octobre 2010  | 3     | 5:00  | Anaheim, Californie, États-Unis     |                                                               |
| Défaite  | 11-5   | Junior dos Santos  | KO (coups de poing)                     | UFC Live: Vera vs. Jones                                | 21 mars 2010     | 1     | 3:53  | Broomfield, Colorado, États-Unis    |                                                               |
| Victoire | 11-4   | Chris Tuchscherer  | TKO (coups de poing)                    | UFC 102: Couture vs. Nogueira                           | 29 août 2009     | 1     | 2:27  | Portland, Oregon, États-Unis        |                                                               |
| Défaite  | 10-4   | Shane Carwin       | KO (coups de poing)                     | UFC 96: Jackson vs. Jardine                             | 7 mars 2009      | 1     | 1:09  | Columbus, Ohio, États-Unis          |                                                               |
| Victoire | 10-3   | Josh Hendricks     | KO (coups de poing)                     | UFC 91: Couture vs. Lesnar                              | 15 novembre 2008 | 1     | 1:01  | Las Vegas, Nevada, États-Unis       |                                                               |
| Victoire | 9-3    | Justin McCully     | Soumission (keylock)                    | UFC 86: Jackson vs. Griffin                             | 5 juillet 2008   | 1     | 1:57  | Las Vegas, Nevada, États-Unis       |                                                               |
| Défaite  | 8-3    | Fabrício Werdum    | TKO (coups de poing)                    | UFC 80: Rapid Fire                                      | 19 janvier 2008  | 2     | 4:34  | Newcastle, Angleterre               |                                                               |
| Défaite  | 8-2    | Randy Couture      | TKO (coups de poing)                    | UFC 74: Respect                                         | 25 août 2007     | 3     | 1:37  | Las Vegas, Nevada, États-Unis       | Pour le titre des poids lourds de l'UFC. Combat de la soirée. |
| Victoire | 8-1    | Mirko Filipović    | KO (coup de pied à la tête)             | UFC 70: Nations Collide                                 | 21 avril 2007    | 1     | 4:51  | Manchester, Angleterre              | KO de la soirée                                               |
| Victoire | 7-1    | Carmelo Marrero    | Soumission (clé de bras)                | UFC 66: Lidell vs. Ortiz 2                              | 30 décembre 2006 | 1     | 3:22  | Las Vegas, Nevada, États-Unis       |                                                               |
| Victoire | 6-1    | Fabiano Scherner   | TKO (coups de poing)                    | UFC 60: Hughes vs. Gracie                               | 27 mai 2006      | 2     | 0:24  | Los Angeles, Californie, États-Unis |                                                               |
| Victoire | 5-1    | Kevin Jordan       | KO (superman punch)                     | UFC 56: Full Force                                      | 19 novembre 2005 | 3     | 4:39  | Las Vegas, Nevada, États-Unis       |                                                               |
| Victoire | 4-1    | Walter Farias      | Soumission (neck crank)                 | Shooto Brazil: Never Shake                              | 23 octobre 2004  | 2     | NC    | São Paulo, Brésil                   |                                                               |
| Victoire | 3-1    | Charlie Brown      | Soumission (épuisement)                 | Jungle Fight 2                                          | 15 mai 2004      | 3     | NC    | Manaus, Brésil                      |                                                               |
| Défaite  | 2-1    | Fabrício Werdum    | TKO (coups de poing)                    | Jungle Fight 1                                          | 13 octobre 2003  | 3     | 2:11  | Manaus, Brésil                      |                                                               |
| Victoire | 2-0    | Branden Lee Hinkle | Soumission (étranglement en triangle)   | Meca World Vale Tudo 9                                  | 1er août 2003    | 1     | 3:54  | Rio de Janeiro, Brésil              |                                                               |
| Victoire | 1-0    | Cicero Costa       | Soumission (coups de poing)             | Brazilian Gladiators 2                                  | 2 avril 2003     | 1     | NC    | São Paulo, Brésil                   |                                                               |